# Rob Morrow
 (mai 2024).
Si vous disposez d'ouvrages ou d'articles de référence ou si vous connaissez des sites web de qualité traitant du thème abordé ici, merci de compléter l'article en donnant les références utiles à sa vérifiabilité et en les liant à la section « Notes et références ».
Pour les articles homonymes, voir Morrow.
Rob Morrow est un acteur, réalisateur, scénariste et producteur américain né le 21 septembre 1962 à New Rochelle (New York, États-Unis).

## Biographie
Rob Morrow commence sa carrière de comédien dans les années 80 avec de petites apparitions dans des séries comme Fame ou Monsters. Très vite, le succès le rattrape grâce à la série plusieurs fois récompensée Bienvenue en Alaska (Northern Exposure) en 1990. Il y joue le Dr Joel Fleishman, un médecin fraîchement diplômé envoyé en Alaska. Son interprétation lui vaudra trois nominations aux Golden Globes et deux nominations aux Emmy Awards.
Après l’arrêt de la série en 1996, Rob Morrow va participer à plusieurs reprises au Saturday Night Live, une émission américaine culte. Il se tournera plutôt vers le cinéma avec des rôles dans Quiz Show de Robert Redford en 1994 ou Le Gourou et les Femmes en 2001.
Parallèlement, Rob se fait connaître en tant que réalisateur dès 1993 avec le film The Silent Alarm. En 2000, il va plus loin en écrivant le scénario, réalisant et produisant son film Maze. Depuis, il multiplie les réalisations d’épisodes de série télé, comme Oz ou Le Monde de Joan.
Sa carrière d’acteur connaît un nouvel essor avec la série Street Time (it) en 2002, dont il tient un des rôles principaux et réalise quelques épisodes. Celle-ci raconte le quotidien des policiers chargés des libertés conditionnelles. Après une première saison satisfaisante, elle est arrêtée après le démarrage de la seconde.
En 2004, Rob Morrow participe dès son lancement à la série policière Numb3rs, produite par Ridley Scott et Tony Scott. Il s’agit de l’histoire d’un agent du FBI joué par Rob, dont le frère est un génie des mathématiques. Ce dernier l’aide à résoudre ses enquêtes grâce à des calculs scientifiques. À l’occasion, il arrive à Rob de réaliser certains épisodes.

## Filmographie

### Comme Acteur

#### Cinéma
- 1985 : Private Resort de George Bowers : Ben
- 1994 : Quiz Show de Robert Redford : Dick Goodwin
- 1996 : Dernière Danse (Last Dance) : Rick Hayes
- 1996 : Mother d'Albert Brooks : Jeff Henderson
- 1998 : Par amour (Into My Heart) de Sean Smith et Anthony Stark : Ben
- 2000 : Sam the Man : Daniel Lenz
- 2000 : Labor Pains : Ryan Keene
- 2000 : Other Voices : Jeff
- 2000 : Maze de Rob Morrow : Lyle Maze
- 2002 : Le Gourou et les Femmes (The Guru) de Daisy von Scherler Mayer : Josh Goldstein
- 2002 : Le Club des empereurs (The Emperor's Club) de Michael Hoffman : James Ellerby
- 2002 : Night's Noontime : Dr. William Minor
- 2005 : Going Shopping de Henry Jaglom : Miles
- 2008 : Sans plus attendre (The Bucket List) de Rob Reiner : Dr Hollins
- 2011 : The Good Doctor de Lance Darly : Dr Waylans
- 2014 : New York Melody (Begin Again) de John Carney : CEO
- 2014 : Atlas Shrugged: Part III de J. James Manera :  Henry "Hank" Rearden
- 2015 : Little Loopers : Big Earl Boyd

#### Télévision
- 1989 : Tattingers : Marco Bellini
- 1990 - 1995 : Bienvenue en Alaska (Northern Exposure) : Dr. Joel Fleischman
- 1998 : The Day Lincoln Was Shot : John Wilkes Booth
- 1998 : Rien d'autre que l'amour (Only Love) : Matthew Heller
- 1999 : Nearly Yours
- 2000 : The Thin Blue Lie : Jonathan Neumann
- 2001 : Jenifer : Dr. Richard Feldman
- 2002 : Street Time (it) : Kevin Hunter
- 2005 - 2010 : Numb3rs : Don Eppes
- 2007 : L'Amour d'un père (Custody) : David Gordon
- 2010 : The Whole Truth : Jimmy Brogan
- 2010 - 2011 : Entourage : Jim Lefkowitz
- 2012 : Les Experts : Manhattan: Leonard Brooks
- 2015 : New York, unité spéciale : Skip Peterson (saison 16, épisode 18)
- 2016 : The Fosters : Will
- 2016 : American Crime Story : Barry Scheck
- 2016 : Billions : Adam DeGiulio
- 2017 : Designated Survivor : Abe Leonard
- 2018 : Chicago Police Department : Evan Gilchrist

### Comme réalisateur
- 1993 : The Silent Alarm
- 2000 : Maze
- 2004 : Le Monde de Joan : 3 épisodes
- 2002 : Oz
- 2006, 2009, 2010 : Numb3rs : 3 épisodes
- 2016 : NCIS New Orleans
- 2015,  2017 : The Fosters : 5 épisodes

### Comme scénariste
- 1993 : The Silent Alarm
- 2000 : Maze (+ producteur)